# SK Kölsch
SK Kölsch è una serie televisiva tedesca di genere poliziesco ideata da Michael Reufsteck e Stefan Niggemeier e prodotta nel 1999 al 2006 da Odeon Film e Dreams Productions per Sat. 1. Interpreti principali sono Uwe Fellensiek, Christian Maria Goebel, Dirk Martens, Gustav-Peter Wöhler, Christian Goebel, Tatjana Clasing, Christoph Quest, Tim Grindau, Luca Zamperoni, Ingrid Stein, ecc.
La serie si compone di 7 stagioni, per un totale di 81 episodi, della durata di 45 minuti ciascuno (tranne l'episodio pilota, della durata doppia). In Germania, la serie è stata trasmessa in prima visione dall'emittente televisiva Sat. 1: l'episodio pilota, in due parti e intitolato Karneval des Todes, fu trasmesso in prima visione l'11 gennaio 1999; l'ultimo, intitolato K.O., fu trasmesso in prima visione il 16 agosto 2006.

## Trama
Protagonista delle vicende è una squadra di poliziotti di Colonia, capitanata dai commissari capo Jupp Schatz e Klaus Taube, che si contrappongono sia per il diverso carattere, sia per le opposte tendenze sessuali (Schatz ha appena divorziato dallo moglie, mentre Taube è apertamente omosessuale), ma insieme impegnati a sventare la criminalità.
In seguito, Taube sarà sostituito dal Commissario Capo Falk von Schermbeck./

## Episodi
| Stagione         | Puntate              | Prima TV Germania | Prima TV Italia |
| ---------------- | -------------------- | ----------------- | --------------- |
| Prima stagione   | 12 (11 + ep. pilota) | 1999              | inedita         |
| Seconda stagione | 16                   | 2000              | inedita         |
| Terza stagione   | 10                   | 2002              | inedita         |
| Quarta stagione  | 8                    | 2002              | inedita         |
| Quinta stagione  | 9                    | 2003              | inedita         |
| Sesta stagione   | 14                   | 2004              | inedita         |
| Settima stagione | 12                   | 2005              | inedita         |